# Jalubí
Jalubí är en ort i Tjeckien.   Den ligger i distriktet Okres Uherské Hradiště och regionen Zlín, i den östra delen av landet, 240 km sydost om huvudstaden Prag. Jalubí ligger 210 meter över havet och antalet invånare är 1 708.
Terrängen runt Jalubí är platt åt sydost, men åt nordväst är den kuperad. Runt Jalubí är det tätbefolkat, med 343 invånare per kvadratkilometer. Närmaste större samhälle är Uherské Hradiště, 5,7 km söder om Jalubí. Trakten runt Jalubí består till största delen av jordbruksmark.